# Barbula linguaecuspis
Barbula linguaecuspis är en bladmossart som beskrevs av Brotherus 1920. Barbula linguaecuspis ingår i släktet neonmossor, och familjen Pottiaceae. Inga underarter finns listade i Catalogue of Life.